# MacOS Sonoma
macOS Sonoma（版本14.0），是蘋果公司用於麥金塔桌面作業系統macOS的第20個主要版本，於2023年6月5日的蘋果全球開發者大會（WWDC）上發佈，成為macOS 13 Ventura的繼任版本。此版macOS命名来自加州南部盛產葡萄的。而Sonoma一詞來源於美洲原住民語言，意為「月亮谷」。macOS Sonoma的第一個開發者版本於2023年6月6日發佈，第一個公測版將在同年7月發佈，正式版於該年9月26日公開發布。

## 新功能
macOS Sonoma推出了許多新功能和改進，主要側重於生產力和創造力：
- 小工具經過全面改進，不再限制收納於通知中心，而是可以放置在桌面上的任意位置。小工具選擇介面也經過重新設計，使其與iPadOS版本相似。此外，當Mac與登入相同Apple ID的iPhone處於同個網路時，可以使用iPhone上的小工具。
- 重新設計的鎖定螢幕，包含了類似於iOS、iPadOS的日期和時間顯示。
- 應用程序可以將講者摄像头疊加在螢幕共享畫面上。
- 应用程序图标和聚焦搜尋框變得更加圓潤。
- Spotlight搜尋欄變得更加圓潤，其寬度也有所減少。
- Safari的變化:
  - 新增「主題類別」（Profiles）功能，不同主題類別的書籤、瀏覽器擴充功能及cookie是獨立的，可用於區隔個人瀏覽環境及工作瀏覽環境。
  - 密碼共享允許多人存取共同的網站密碼集合，且依需要進行更新，所有註冊裝置上同步變更。
  - 「Web應用程式」允許使用者將任何網站新增到Dock，並在簡化的Safari介面中開啟它。此功能與漸進式Web應用程式有些不同，無須網站開發人員的額外支援。
- 訊息的變化:
  - 更精確的搜尋過濾器：例如，聯絡人姓名可以與搜尋詞相結合，以便在特定對話中查詢術語。
  - 「追趕」允許使用者快速跳轉到對話中的第一個未讀訊息。
  - Tapback現在顯示為多個圖標，而不是上下文選單。
  - iMessage帶來了新的貼圖選擇介面。
- 「遊戲模式」透過優先處理遊戲任務，和為遊戲分配更多GPU和CPU資源來最佳化遊戲效能。
- 全球不同地點的新慢動螢幕保護程式。登入後，它們會轉換為桌面桌布。

### 遊戲體驗
除了macOS Sonoma，蘋果還宣佈了將Windows遊戲移植到macOS的開發人員工具。在測試版中釋出的遊戲移植工具包將Windows應用程式介面（API）呼叫即時轉換為等效的macOS API，允許開發人員在macOS上執行未經修改的x86 Windows DirectX遊戲。Mac使用者可以使用遊戲移植工具包來執行許多DirectX 12遊戲；技術新聞媒體將該工具與Valve的Linux Proton相容性層進行了比較。蘋果還發布了Metal著色器轉換器，該轉換器將著色器轉換為蘋果的Metal圖形API。
Digital Foundry對遊戲移植工具包第一個測試版的評論發現它「令人印象深刻」，幾乎沒有圖形故障，並且完全支援家用遊戲機控制器，然而他們發現僅有約為Windows上的一半。在Sonoma測試期間，遊戲移植工具包的更新帶來了對32位元遊戲的支援，性能提高了約20%。
據記者Peter Cohen稱，遊戲模式和遊戲移植工具包是改進，但並不表明蘋果的優先事項和文化發生了那種「巨變」，而這種變化才是構建真正的Mac遊戲生態系統所需要的。科恩表示，Mac遊戲的問題不在於移植遊戲的能力，而在於遊戲發行商缺乏這樣做的「商業案例」，因為Mac的市場份額較低、移植的成本以及不確定性較高，當許多Mac用戶已經擁有遊戲機或遊戲PC時，對Mac遊戲的需求就會增加。YouTuber Snazzy Labs也提出了類似的批評，記者John Siracusa對此表示同意。

### 移除的功能
- 對舊版郵件外掛模組的支持已被移除。[19]
- 將PostScript和Encapsulated PostScript檔案轉換為PDF格式的系統 API 支援已被刪除，先前 macOS Ventura 中的變更刪除了在預覽中查看和轉換 PostScript 和 Encapsulated PostScript 檔案的支援。[20]

## 支援裝置
macOS Sonoma支援搭載Apple芯片和英特爾Xeon-W和第八代Coffee Lake/Amber Lake晶片或更高版本的Mac，並不再支援2017年釋出的各種型號。2019款iMac是唯一款缺乏安全T2晶片的受支援英特爾Mac。Sonoma支援以下Mac型號：
- iMac（2019年或以後）
- iMac Pro（2017年）
- MacBook Air（2018年或以後）
- MacBook Pro（2018年或以後）
- Mac Mini（2018年或以後）
- Mac Pro（2019年或以後）
- Mac Studio（所有型號）

### 非官方支援
透過使用補丁工具，macOS Sonoma可以非官方安裝在官方不支援的早期型號上。 這類型號可追溯到2008年MacBook Pro和2007年iMac。
根據Ars Technica的分析，2016年和2017年Mac平均收到6年的更新，低於2009年至2015年英特爾Mac收到的7-8年更新。

## 版本歷史
macOS Sonoma的第一個開發者測試版於2023年6月5日發布。Sonoma開發者測試版是第一個向擁有免費蘋果開發者帳戶的任何人開放的版本，無需開發者訂閱。完整版本於2023年9月26日發布。
|  | 以前版本 |  | 當前版本 |  | 當前測試版 |  | 快速安全回應 |

| 版本   | 組建編號 | 發布日期       | Darwin版本                                             |
| ------ | -------- | -------------- | ------------------------------------------------------ |
| 14.0   | 23A344   | 2023年9月26日  | 23.0.0 xnu-10002.1.13~1 Fri Sep 15 14:41:34 PDT 2023   |
| 14.1   | 23B74    | 2023年10月25日 | 23.1.0 xnu-10002.41.9~6 Mon Oct 9 21:27:27 PDT 2023    |
| 14.1.1 | 23B81    | 2023年11月7日  | 23.1.0 xnu-10002.41.9~6 Mon Oct 9 21:26:29 PDT 2023    |
| 14.1.1 | 23B2082  | 2023年11月7日  | 23.1.0 xnu-10002.41.9~6 Mon Oct 9 21:26:29 PDT 2023    |
| 14.1.2 | 23B92    | 2023年11月30日 | 23.1.0 xnu-10002.41.9~6 Mon Oct 9 21:27:27 PDT 2023    |
| 14.1.2 | 23B2091  | 2023年11月30日 | 23.1.0 xnu-10002.41.9~6 Mon Oct 9 21:27:27 PDT 2023    |
| 14.2   | 23C64    | 2023年12月11日 | 23.2.0 xnu-10002.61.3~2 Wed Nov 15 21:54:10 PST 2023   |
| 14.2.1 | 23C71    | 2023年12月19日 | 23.2.0 xnu-10002.61.3~2 Wed Nov 15 21:54:10 PST 2023   |
| 14.3   | 23D56    | 2024年1月22日  | 23.3.0 xnu-10002.81.5~7 Wed Dec 20 21:30:27 PST 2023   |
| 14.3.1 | 23D60    | 2024年2月8日   | 23.3.0 xnu-10002.81.5~7 Wed Dec 20 21:28:58 PST 2023   |
| 14.4   | 23E214   | 2024年3月7日   | 23.4.0 xnu-10063.101.15~2 Wed Feb 21 21:44:31 PST 2024 |
| 14.4.1 | 23E224   | 2024年3月25日  | 23.4.0 xnu-10063.101.17~1 Fri Mar 15 00:12:25 PDT 2024 |
| 14.5   | 23F79    | 2024年5月13日  | 23.5.0 xnu-10063.121.3~5 Wed May 1 20:16:51 PDT 2024   |
| 14.6   | 23G80    | 2024年7月29日  | 23.6.0 xnu-10063.141.1~2 Fri Jul 5 18:01:46 PDT 2024   |
| 14.6.1 | 23G93    | 2024年8月7日   | 23.6.0 xnu-10063.141.1~2 Mon Jul 29 21:13:04 PDT 2024  |

參見蘋果官方發行說明,和官方安全更新內容。 （页面存档备份，存于）